# تبریکات (فیلم)
تبریکات (به انگلیسی: Greetings) فیلمی آمریکایی محصول سال ۱۹۶۸ ساخته برایان دی پالما و با بازی جاناتان واردن و رابرت دنیرو است.

## داستان
سه دوست به نام های پاول، لوید و جان ترور کندی، جنگ ویتنام و فیلمسازی آماتور را بررسی می‌کنند.